# Piriqueta breviseminata
Piriqueta breviseminata är en passionsblomsväxtart som beskrevs av M.M. Arbo. Piriqueta breviseminata ingår i släktet Piriqueta och familjen passionsblomsväxter. Inga underarter finns listade i Catalogue of Life.